# Добрица (Тверская область)
Добрица — деревня в Весьегонском районе Тверской области. В составе Романовского сельского поселения.

## История
В 1964 г. Указом Президиума ВС РСФСР деревня Грязная Поповка переименована в Добрица.

## Население
| 2010 |
| ---- |
| 1    |